# Арёгала
Арёгала (лит. Ariogala) — город в Расейнском районе Литвы, второй по величине в районе.
Население 2,4 тыс. жит. (1968); На 1 июля: 2008 год — 3417 чел.; 2013 год — 2980 человек.

## Название
Нынешнее название город получил в 1925 году. Прежние наименования: Эйрагола, Эйраголы, Ерагола;.

## География
Расположен на реке Дубисе (приток Немана), в 46 км от железнодорожной станции Кедайняй.

## Население
| 1841                           | 1868 | 1885 | 1897 |
| ------------------------------ | ---- | ---- | ---- |
| 344                            | 1907 | 1112 | 2376 |
| 1904                           | 1923 | 1959 | 1970 |
| 2704                           | 1197 | 2375 | 2919 |
| 1974                           | 1979 | 1976 | 1989 |
| 3100                           | 3646 | 3200 | 4033 |
| 2001                           | 2006 | 2010 | 2011 |
| 3697                           | 3320 | 3331 | 3190 |
| Гистограмма динамики населения |      |      |      |

## История
В 1950—1962 годах Арёгала была центром Арёгальского района. Статус города с 28 декабря 1956 года.

## Известные уроженцы
- Шалкаускис, Стасис (1886—1941) — литовский философ и педагог.